# Arcă stelară
Arca stelară (sau arca interstelară) – este o navă spațială cosmică (ipotetică) la bordul căreia trăiesc succesiv mai multe generații înainte de sosirea la destinație.
O arcă stelară poate fi o navă generație sau o navă în care echipajul se află în stare de hibernare.

## Exemple (în science-fiction)
- Când lumile se ciocnesc (1933) de Philip Wylie și Edwin Balmer
- Drumul lui Icar – Liuben Dilov
- Orfanii cerului („Orphans of the Sky”) – Robert A. Heinlein
- Starship („Non-Stop”) – Brian W. Aldiss
- The Space Born – Edwin Charles Tubb
- Rătăcitori printre stele („Rogue Ship”) – A. E. van Vogt

## Legături externe
- News article
- Lifeboat Foundation